# Vielfarbige Languste
Die Vielfarbige Languste (Panulirus versicolor) ist ein Zehnfußkrebs aus der Familie der Langusten.

## Merkmale
Die Vielfarbige Languste erreicht eine Körperlänge von bis zu 40 cm, ist aber im Mittel kleiner als 30 cm. Der Carapax ist eher rundlich und bedeckt von unzähligen Dornen unterschiedlicher Größe. Die Geißel der Antennulen sind länger als die Basen der Antennen (Antennal Peduncle). Ein Rostrum ist nicht vorhanden. Rückenseitig befinden sich keine quer verlaufenden Furchen. Die Schreitbeinpaare eins bis vier besitzen keine Scheren.
Auffallend und charakteristisches Merkmal ist die lebhafte Färbung. Die Grundfarbe ist grünlich-blau, der gesamte Carapax ist mit bläulich-schwarzen Flecken gemustert. Jedes abdominale Segment besitzt eine quer verlaufende weiße Linie, die gesäumt ist von zwei schwarzen Linien. Die Beine sind in Längsrichtung schwarz-weiß gestreift. Die Basen der Antennen (Antennal Peduncle) sind hell pink.

## Verbreitung und Lebensraum
Die Vielfarbige Languste ist im Indo-Westpazifik beheimatet. Sie kommt im Roten Meer und von den Küsten Ostafrikas bis nach Japan vor. Sie ist außerdem vor Mikronesien, Melanesien, Nordaustralien und Polynesien zu finden.
Die Vielfarbige Languste ist nachtaktiv und lebt im Flachwasser in Meerestiefen von 0 m bis 15 m, zumeist im Korallenriff. Sie versteckt sich tagsüber in Höhlen oder Hohlräumen und lebt nicht gesellig.

## Nutzung und Gefährdung
Diese Langustenart wird in ihrem gesamten Verbreitungsgebiet befischt und lokal verwertet. Da sie nicht in Fallen geht, wird sie von Tauchern per Hand oder Speer gejagt. Aufgrund der weiten Verbreitung und der eher geringen Bejagung wird die Vielfarbige Languste als nicht gefährdet (least concern) eingestuft.